# Nan Madol

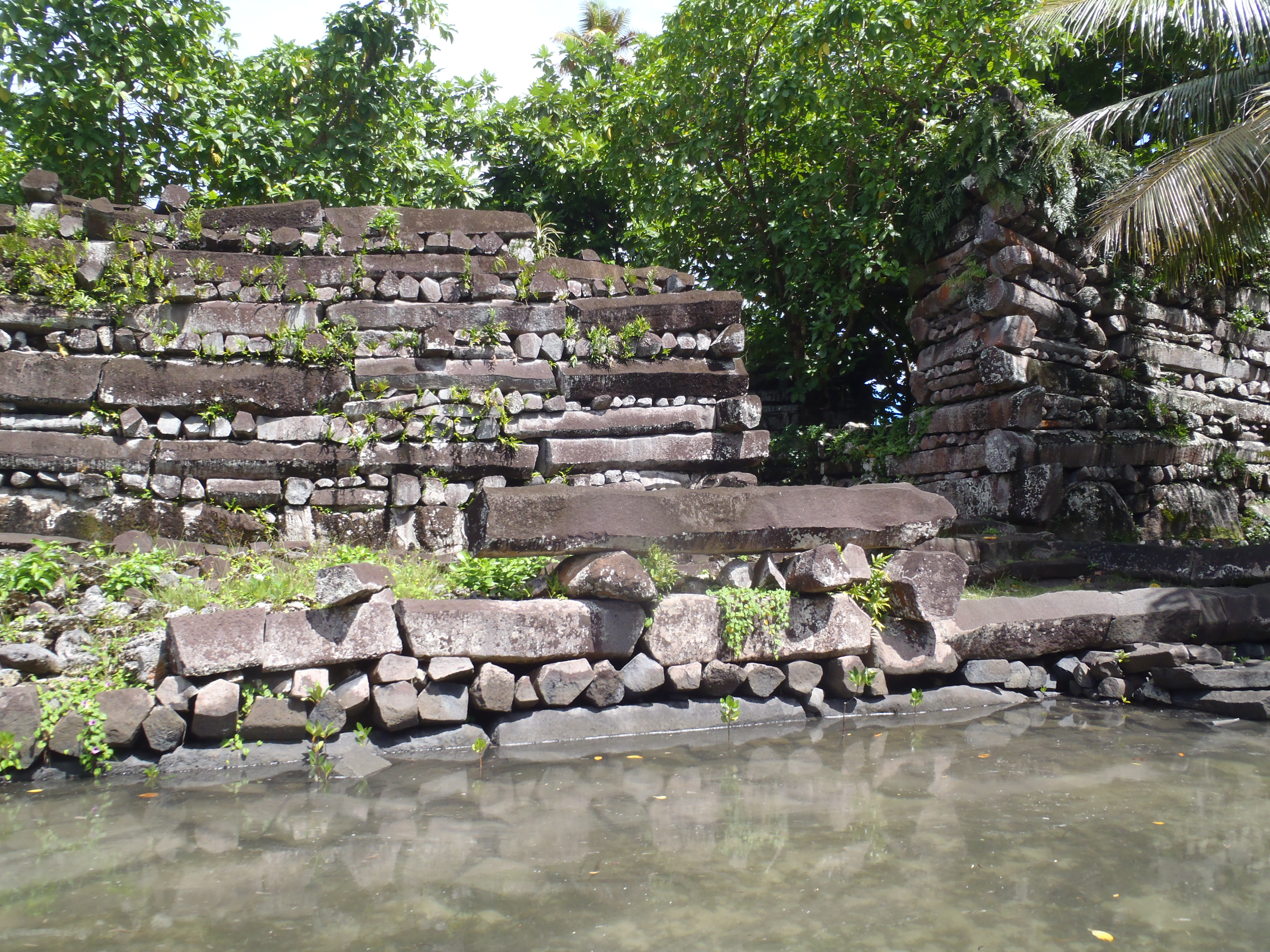
Detail

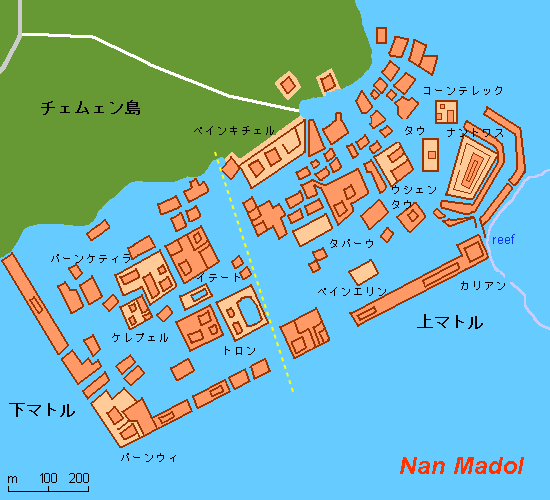
Detailkaart

Nan Madol is een kunstmatig eiland dat grenst aan Pohnpei (Ponape) in Micronesië. De stad bestaat uit een aantal kleine, kunstmatige eilanden, die met kanalen verbonden zijn. Op de eilanden treft men netjes opgestapelde hopen basaltblokken, die vaak een paar ton per stuk wegen. De naam Nan Madol betekent letterlijk ruimte tussen, wat duidt op de kanalen tussen de deeleilanden. De originele bevolking van Nan Madol is in de 19e eeuw volledig uitgestorven of gevlucht.

## Mythes
De door bewoners van het eiland gemaakte monumenten uit basalt hebben bij enkele auteurs van occulte boeken geleid tot speculaties over het feit dat het eiland ooit deel uit maakte van een continent dat lang geleden zou zijn ten onder gegaan.
Shirley Andrews beweert in haar boek Lemuria and Atlantis dat Nan Madol onderdeel uitmaakte van het door de oceanen verzwolgen en legendarische vasteland van Mu. James Churchward schreef in zijn boek Het verloren werelddeel Mu (1926) dat Panape (Pohnpei) 'een van de zeven heilige steden van het Moederland Mu' was geweest.
Volgens de legende van Pohnpei was Nan Madol gebouwd door de tweelingbroers en magiërs Olisihpa en Olosohpa uit het mythische Westelijke Katau, of Kanamwayso. Vóór hen waren er al zes eerdere reizen naar Nan Madol gemaakt. Ze kwamen aan in een grote kano en zochten een plek om een altaar te bouwen, om Nahnisohn Sahpw, de god van de landbouw, te vereren. Ze slaagden er uiteindelijk in een altaar op te richten op Temwen, waar ze hun rituelen uitvoerden. Volgens de legende maakten de broers gebruik van levitatie met de hulp van een vliegende draak om de stenen te verplaatsen. Toen Olisihpa op hoge leeftijd stierf, werd Olosohpa de eerste Saudeleur (heer van Deleur) van de Saudeleur-dynastie. Hun regering eindigde met de invasie van Isokelekel, die ook in Nan Madol zijn residentie had.

## Wetenschappelijk onderzoek
Er is geen consensus over waar de stichters vandaan kwamen en hoeveel migratie er was van andere eilanden in het verleden. Volgens etnograaf Ward Goodenough kwam Katau (Kachaw) in verschillende Micronesische talen voor in verschillende tradities en in verschillende context. Volgens hem ging het, in het geval van Pohnpei, om een 'mythisch land in de lucht'.
Wetenschappelijk onderzoek heeft vastgesteld dat vestiging van mensen op het eiland pas van de eerste eeuw dateert en de bouw van de basaltconstructies pas aan het eind van de dertiende eeuw is begonnen.
Het politieke centrum van Nan Madol bestaat uit 98 kunstmatige eilanden en 12 zeemuren, gebouwd op een lagune. Er zijn kanalen tussen de eilandjes, wat leidde tot vergelijkingen met Venetië. De archeologie en mondelinge tradities zijn het er over eens dat de site bewoond werd vóór en na de Saudeleur-dynastie. Wanneer die dynastie begon, wordt geschat aan de hand van een datering rond 1200 - 1300 in verband met de ceremonie Pwung en Sapw (ook de Grote Ceremonie genoemd), waarin een zeeschildpad aan een heilige aal wordt geofferd. Rond 1300 - 1500 zou de megalitische architectuur zijn opgericht. De grootste bouwwerken staan op het eiland Nandauwas (60 bij 80 meter) waar de tombe is voor de eerste Saudeleur. Rond 1180 - 1200 kwam er politieke controle over het hele eiland. Waarschijnlijk zijn de kolommen basaltsteen van verschillende bronnen getransporteerd (wat iets zegt over de macht van de regerende monarch), maar vooral van de vulkaan Pwisehn Malek.